# Agrarverfahrensgesetz
Das Agrarverfahrensgesetz (AgrVG) regelt das Verwaltungsverfahren der österreichischen Agrarbehörden.

## Grundsätzliches
Das AgrVG selbst bestimmt, dass für das Verfahren der Agrarbehörden das Allgemeine Verwaltungsverfahrensgesetz (AVG), anzuwenden ist, allerdings mit jenen Änderungen und Ergänzungen, die das AgrVG enthält.
Somit wenden die Agrarbehörden im Wesentlichen – wie die übrigen Behörden der allgemeinen staatlichen Verwaltung in Österreich – das AVG an. Das AgrVG kennt jedoch einige davon abweichende Bestimmungen, die eben nur für das Verfahren der Agrarbehörden gelten.
In diesem Artikel werden nur die wesentlichsten Punkte beschrieben, die das AgrVG abweichend vom AVG regelt.

## Form der Bescheiderlassung
Die meisten Bescheide der Agrarbehörden bestehen aus Plänen, Registern, Listen oder Verzeichnissen. Es wäre zwar technisch möglich, aber kaum finanzierbar und zusätzlich überaus aufwendig, sie jeder einzelnen Partei zuzustellen. (Aus solchen Bestandteilen zusammengesetzte Bescheide gelten ausdrücklich als Bescheide im Sinn des AVG, sie enthalten aber weder eine Begründung noch eine Rechtsmittelbelehrung. Zur Rechtsmittelbelehrung nähere Ausführungen im Absatz „Verständigung“.)
Während im Geltungsbereich des AVG Bescheide „nur“
- schriftlich erlassen oder
- mündlich verkündet

werden dürfen, sieht das AgrVG daher zusätzlich eine dritte Variante der Bescheiderlassung vor:
- Auflage zur allgemeinen Einsicht.

### Auflage
Der Bescheid wird an einem bestimmten Ort (meist das jeweilige Gemeindeamt) aufgelegt und dann für jene Parteien bereitgehalten, die darin Einsicht nehmen wollen. Diese Auflage muss mindestens zwei Wochen dauern. (Üblicherweise setzen die Agrarbehörden die Dauer der Auflage auch mit zwei Wochen fest.)
Mit dem ersten Tag der Auflagefrist gilt der Bescheid als offiziell erlassen. Ab diesem Zeitpunkt kann er nur mehr in einem eventuellen Rechtsmittelverfahren abgeändert oder aufgehoben werden.

### Verständigung
Die Parteien des Verfahrens erfahren von der Erlassung eines Bescheides durch Auflage in Form einer „Verständigung“. Diese Verständigung muss enthalten:
- Dauer und
- Ort der Auflage und
- eine Rechtsmittelbelehrung.

Diese Verständigungen werden den Parteien normalerweise rechtzeitig vor Beginn der Auflagefrist zugestellt. Sollte dies nicht möglich sein (weil eine Partei etwa verzogen oder verstorben ist), gilt die Regelung, dass für jede Partei die Auflagefrist frühestens mit dem Tag beginnt, an dem ihr die Verständigung zugestellt wurde.

### Beschwerdefrist
Gegen nahezu jeden Bescheid der Agrarbehörde I. Instanz kann eine Beschwerde eingebracht werden. Die Beschwerdefrist dauert vier Wochen. Falls der Bescheid zur allgemeinen Einsicht aufgelegt wurde, beginnt sie erst am Tag nach dem Ende der Auflagefrist. (Beispiel: Die Auflage dauert von einem Montag bis zum zweiten darauf folgenden Montag. Die Beschwerdefrist beginnt somit am wiederum darauffolgenden Dienstag und dauert bis zum vierten hierauf folgenden Dienstag.)

## Kosten für die Parteien
Die Verfahrensparteien müssen Kosten tragen für
- Amtsräume am Ort des Verfahrens (Kanzleiräume)
- Heizung, Strom und Reinigung für diese Räume
- Transportmittel für das amtliche Gepäck
- einfache Werkzeuge
- Messpflöcke
- Signalstangen
- Grenzsteine

Kosten, die bei der Agrarbehörde entstehen, also vor allem solche für
- die Bediensteten der Agrarbehörde, die das Verfahren führen
- Vermessungsinstrumente

brauchen die Parteien nicht zu bezahlen.
Welche Kosten den Parteien sonst noch zur Last fallen (etwa für Wegeausbau und dergleichen), regeln die materiellen Verwaltungsvorschriften.

## Rechtswirkungen der Bescheide und Vergleiche
Bescheide, die die Agrarbehörden erlassen, und Vergleiche, die mit ihrer Genehmigung abgeschlossen werden, haben dieselben Rechtswirkungen wie gerichtliche Urteile und Vergleiche, vor allem auch im Hinblick auf die Vollstreckung: Der Bescheid oder Vergleich stellt einen (unmittelbaren) Exekutionstitel dar.

## Abgabenbefreiungen
Alle agrarbehördlichen Verfahren sind gebührenfrei. Auch die Eintragungen in das Grundbuch sind kostenlos, die auf Grund der agrarbehördlichen Verfahren notwendig sind. (Ausnahme: Grundbuchseintragungen von Flurbereinigungsübereinkommen und Zuteilungen von [Eigentums-]Rechten im landwirtschaftlichen Siedlungsverfahren.)

## Entscheidungen der Berufungsbehörde
Die im Instanzenzug übergeordneten Behörde (Landesverwaltungsgericht) entscheidet mit sogenannten „Erkenntnissen“. Trotz dieser im AgrVG festgelegten Benennung handelt es sich um verwaltungsbehördliche Bescheide.